# Sajóvelezdi vár
A sajóvelezdi vár mára elpusztult vár az Upponyi-hegység északi lejtőjén, Sajóvelezd közelében.

## Elhelyezkedése
Sajóvelezdtől 1 kilométerre nyugatra, Putnoktól 2 kilométerre délre található a várnak otthont adó 310 méter magas Vár-tető, mely 150 méterrel emelkedik a Sajó és a Királd-patak síksága fölé.

## Története
A várat vélhetően a falu birtokosai, a Hontpázmány nemzetség tagjai építették. 1294 előtt Miklós fia Atya birtokolta a környéket, ki magtalanul hunyt el. 1404-ben az e nemzetséghez tartozó Kövér család vára állt a település közelében, mely települést Váraljának is nevezték. A 15. század közepén a huszitákat kedvelő várúr, velezdi Kövér György átadta a várat a huszitáknak, akik Mátyás király 1460. augusztus 26-i megérkezése előtt elhagyták a kicsiny erősséget. Velezdi Kövér György hűségesküvel behódolt Mátyás királynak. 1578-ban a törökök lerombolták.

## Feltárása
A várban régészeti feltárás nem történt. Felmérését Dobosy László végezte el. Északkeleti és nyugati részén egy-egy bevágás található, melyek a fal alá is behatolnak. Ezek valószínűleg modern kincskeresők munkái.

## Leírása
A hegy északi oldala meredek sziklafal, déli oldala lankásabb. Kelet felé a gerinc lassan ereszkedik az egykori Váralja felé, ahol ma a Putnok, Putnok-Bányatelep, Királd és Sajóvelezd felé haladó utak találkoznak. Nyugatról összefügg a Bátor-heggyel. Az északi oldalon régebben kőbánya működött.
A vár kelet-nyugati irányban 35 méter hosszú, nyugati részén 24, keletin 15 méteres szélességgel. A nyugati részén kiemelkedő földkupacok alatt valószínűleg falmaradványok találhatóak. Csak a nyugati oldalon lévő bevágásnál láthatóak falmaradványok. A fal lapos homokkőből készült és rossz minőségű habarccsal kötötték meg.
A vár nyugat felől volt megközelíthető, így ott egy 3–4 méter mély, helyenként függőleges falú, ívelt árok vágja át a gerincet. Feltehetőleg itt voltak a legmagasabbak a vár épületei is. Ettől 48 méterre nyugatra egy újabb, 3–4 méter mély, de részben már feltöltött árok húzódik. Innen nyugatra egy 18 méter széles terasz fekszik, melyet rendszertelenül elhelyezett 3–4 méter széles, 0,5–1 méter mély gödrök tesznek nehezen járhatóvá.